# Oberdorf-Spachbach
Oberdorf-Spachbach ist eine französische Gemeinde mit 411 Einwohnern (Stand 1. Januar 2021) im Département Bas-Rhin in der Europäischen Gebietskörperschaft Elsass und in der Region Grand Est. Sie ist Mitglied der Communauté de communes Sauer-Pechelbronn.

## Geografie
Die Gemeinde liegt etwa zwölf Kilometer nördlich von Haguenau. Sie besteht aus den Ortsteilen Oberdorf und Spachbach.

## Bevölkerungsentwicklung
| 1798 | 1962 | 1968 | 1975 | 1982 | 1990 | 1999 | 2006 | 2017 |
| ---- | ---- | ---- | ---- | ---- | ---- | ---- | ---- | ---- |
| 240  | 225  | 230  | 240  | 285  | 349  | 333  | 345  | 363  |